# Ringelai
Ringelai là một đô thị thuộc huyện Freyung-Grafenau trong bang Bayern nước Đức. Đô thị Ringelai có diện tích 16,39 km², dân số thời điểm 31 tháng 12 năm 2006 là 2103 người.